# Matt Hancock

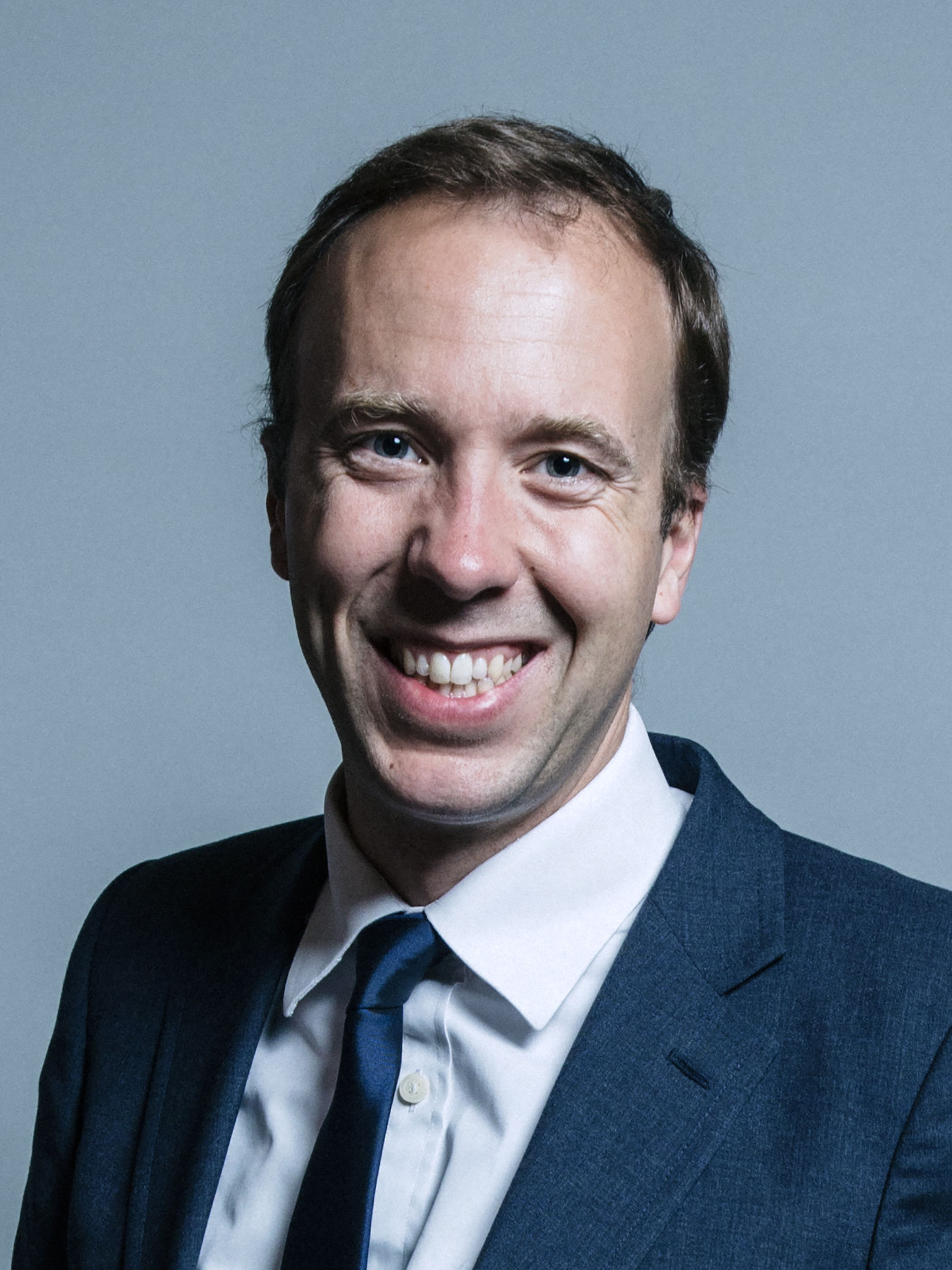
Matt Hancock (2017)

Matthew John David „Matt“ Hancock (* 2. Oktober 1978 in Chester) ist ein britischer Politiker (Conservative Party) und Reality-TV-Darsteller.
Er war ab dem 9. Juli 2018 Gesundheitsminister im Kabinett May II, anschließend  Gesundheitsminister in den Kabinetten Johnson I und Johnson II; am 26. Juni 2021 trat er zurück.

## Leben
Hancock wurde in Cheshire geboren, wo seine Familie ein Softwareunternehmen betreibt. Er erhielt einen Abschluss in Philosophie, Politik und Wirtschaft der University of Oxford, nachdem er am Exeter College in Oxford studiert hatte. Er erwarb danach einen Master of Philosophy in Wirtschaftswissenschaften an der University of Cambridge, wo er am Christ’s College in Cambridge studierte. Hancock wurde 1999 Mitglied der Conservative Party. Er ist mit der Alternativmedizinerin Martha Hancock verheiratet und Vater von drei Kindern.
Nach dem Studium arbeitete Hancock kurz für das Software-Unternehmen seiner Familie. Dann zog er nach London, um als Ökonom bei der Bank of England zu arbeiten, wo er sich auf den Immobilienmarkt spezialisierte. 2005 begann er für den späteren Schatzkanzler George Osborne zu arbeiten und wurde dessen Stabschef. Er gab diese Position auf, um 2010 im Wahlkreis West Suffolk für einen Sitz im Unterhaus kandidieren zu können.
Hancock wurde bei der Unterhauswahl 2010 mit 24.312 Stimmen (50,6 %) zum Abgeordneten für West Suffolk gewählt, 13.050 Stimmen vor der Kandidatin der Liberal Democrats, Belinda Brooks-Gordon. Von 2013 bis 2016 war er als Staatsminister in verschiedenen Positionen tätig. Er sprach sich 2016 beim EU-Mitgliedschaftsreferendum im Vereinigten Königreich gegen einen EU-Austritt des Landes ('Brexit') aus.
Am 8. Januar 2018 wurde er von Theresa May zum Minister für Digitales, Kultur, Sport und Medien gemacht und am 8. Juli 2018 zum Gesundheitsminister befördert. Nachdem May ihren Rücktritt als Premierministerin angekündigt hatte, kündigte er an, als neuer Parteiführer der Conservative Party zu kandidieren. Er zog sich am 14. Juni aus dem Rennen zurück, nachdem er in einer Vorwahl im ersten Wahlgang nur zwanzig Stimmen bekommen hatte. Nach seinem Rückzug unterstützte er Boris Johnson für die Rolle als neuen Parteiführer und Premierminister.
Als Gesundheitsminister kam ihm eine wichtige Rolle bei der Bekämpfung der COVID-19-Pandemie zu.
Am 26. Juni 2021 trat er als Gesundheitsminister zurück. Zuvor war durch Fotos bekannt geworden, dass Hancock eine ranghohe Mitarbeiterin umarmt und geküsst hatte. Die Bilder entstanden laut der Boulevardzeitung The Sun am 6. Mai 2021 und somit elf Tage bevor pandemiebedingte Abstandsregeln und strenge Kontaktbeschränkungen zu Mitgliedern anderer Haushalte aufgehoben wurden. Zu seinem Nachfolger im Amt des Gesundheitsministers wurde Sajid Javid ernannt.
Im November 2022 wurde Hancock aus der Fraktion der konservativen Partei ausgeschlossen, nachdem er seine Teilnahme an der britischen Version der Reality-TV-Show „Ich bin ein Star, holt mich hier raus!“ (auch Dschungelcamp genannt) angekündigt hatte. Bei dieser erreichte er den dritten Platz.